# Aligot tricolor
L'aligot tricolor (Geranoaetus polyosoma) és una espècie d'ocell de la família dels accipítrids (Accipitridae). Habita la zona occidental d'Amèrica del Sud, des de les altures dels Andes fins a les terres baixes adjacents, des del sud de Colòmbia cap al sud, a través de l'Equador, el Perú i Bolívia fins al sud de Xile i Argentina, i també a les illes Malvines i Juan Fernández. El seu estat de conservació es considera de risc mínim.

## Subespècies
S'han descrit quatre subespècies:
- G. p. polyosoma (Quoy et Gaimard, 1824). Habita als Andes, des de l'oest de Colòmbia fins a la Terra del Foc i les illes Malvines.
- G. p. exsul (Salvin, 1875). Arxipèlag Juan Fernández.
- G. p. fjeldsai (J. Cabot et de Vries, 2009). Als Andes, des del nord del Perú fins al nord-oest de l'Argentina.
- G. p. poecilochrous (Gurney, 1879). Els Andes, des del sud de Colòmbia fins al sud de l'Equador.

L'última ha estat classificada com una espècie diferent: aligot de la puna (Buteo poecilochrous) Tanmateix avui ja es considera tan sols com a subespècie de l'aligot tricolor (Geranoaetus polyosoma poecilochrous).